# Regensburgi egyházmegye
A Regensburgi egyházmegye (latinul: Dioecesis Ratisbonensis, németül: Bistum Regensburg) egy németországi római katolikus egyházmegye. Alapítása a 8. századra tehető.
Az egyházmegye a münchen-freisingi érsek alá tartozik, jelenlegi püspöke Rudolf Voderholzer. Székesegyháza az regensburgi Szent Péter-katedrális.

## Története

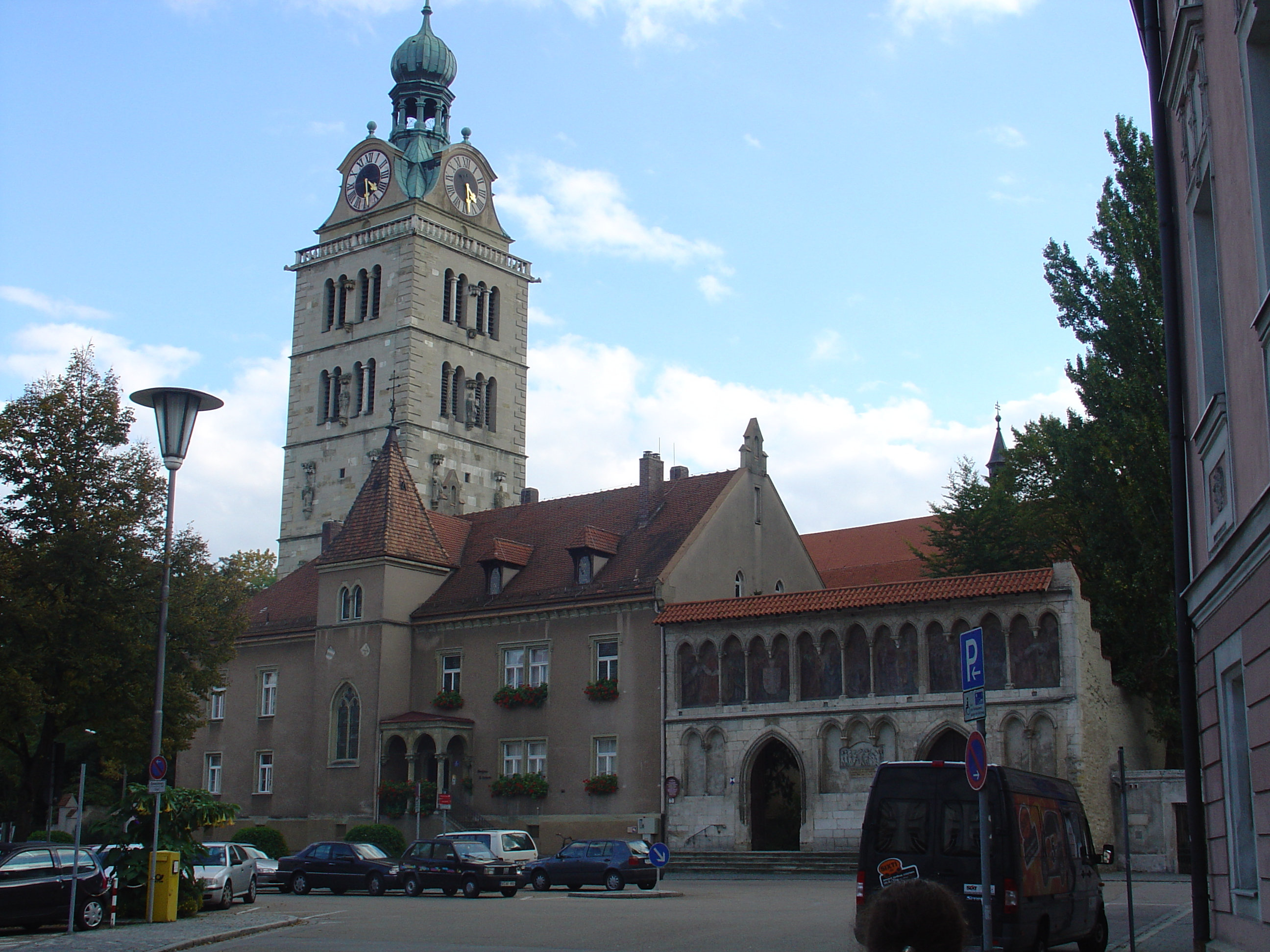
A regensburgi Szent Emmerám-kolostor

### Alapítása
Regensburg környékén már a 4. században is biztosan volt keresztény közösség. A 6. és 7. században több püspök is teljesített missziós szolgálatot a városban, püspökség alapítására azonban ekkor még nem került sor. Ilyen missziós püspökök voltak például Szent Emmerám és Szent Erhard, akik ma az egyházmegye társvédőszentjei.
Az egyházmegyét Szent Bonifác alapította 739-ben III. Gergely pápa megbízásából, első püspökét, Gaubaldot is Bonifác választotta ki, ekkor a Salzburgi főegyházmegye alá tartozott. Gaubald egyben a regensburgi Szent Emmerám-kolostor apátja is volt, így e két tisztség kezdetben összefonódott. 972-től 994-ig volt püspök Szent Wolfgang, aki leválasztotta az egyházmegyéről a bencés apátságot, illetve ő adott engedélyt, hogy egyházmegyéje területéből kiválva létrejöjjön a Prágai egyházmegye. 1052-ben XII. Piusz pápa szentté avatta, ezzel ő lett Regensburg első szentje és patrónusa.

### A Német-római Birodalomban
A 11. század folyamán a püspök fejedelmi rangot kapott a császártól, így világi uralkodóvá is vált a Német-római Birodalomban. Ennek ellenére a püspök komoly hatalmat nem tudott szerezni, 1254-ben Regensburg városa is kikerült uralma alól, mivel szabad birodalmi városi rangot nyert. Az ezt követő századokban a püspökség virágkorát élte. 1260-tól rövid ideig Nagy Szent Albert, a skolasztikus filozófia kiemelkedő alakja volt a város püspöke.
A reformáció időszaka komoly megpróbáltatásokat hozott. A lakosság nagy része, így Regensburg városa is protestáns hitre tért, de akadtak területek, amelyek többször is vallást cseréltek. A katolicizmus helyreállítása érdekében a püspökök a szomszédos bajor és pfalzi fejedelemségeket uraló Wittelsbachok támogatását szerezték meg.

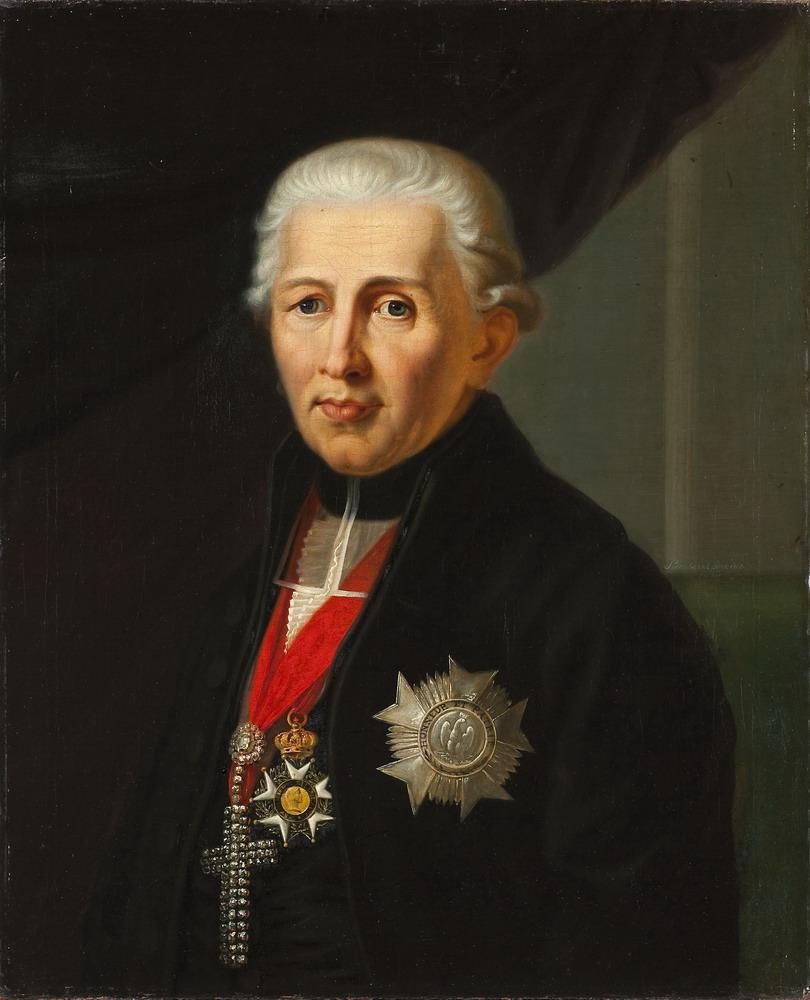
Karl Theodor von Dalberg

### Regensburgi Érsekség
1803-ban Regensburgba tette át érseki székhelyét Károly Tivadar mainzi érsek és választófejedelem (Karl Theodor von Dalberg), a Mainzot elfoglaló francia csapatok ugyanis elűzték a városból, a választófejedelemséget pedig felszámolták. Von Dalberg ekkor érseki székhelyét Regensburgba helyezte át, s megszerezte a város, a püspökség és néhány további, kisebb jelentőségű uradalom feletti hatalmat. Az így létrejött Regensburgi Fejedelemség magába foglalta a püspökség korábbi területeit, Regensburg városát és néhány további területet. Uralkodójának tisztsége miatt Regensburgi Érsekségnek is nevezték az új államot, azonban egyházkormányzati hatalma nem volt jelentős. Ez az államalakulat azonban igen rövid életű volt: csak 1810-ig állt fenn, ekkor a Bajor Királyság annektálta, a még megmaradt egyházi vagyont pedig szekularizálták.

### Újraalapítása
A mai formájában (azaz világi hatalom nélkül) 1817-ben alapították újra a püspökséget a Bajor Királyság és a Szentszék között létrejött konkordátum alapján, melyben rendezték a bajor egyházmegyék sorsát. Regensburg metropolitája a münchen-freisingi érsek lett.
A modern kori egyházmegye püspökei közül kiemelkedik Ignatius von Senestrey, aki 1858 és 1906 között állt a püspökség élén, és részt vett az első vatikáni zsinaton is. XIII. Leótól ad personam érseki címet kapott. 2002-ben Gerhard Ludwig Müllert nevezték ki püspöknek, aki 2012-ig állt az egyházmegye élén, ekkor pedig a Hittani Kongregáció prefektusi posztját kapta meg.

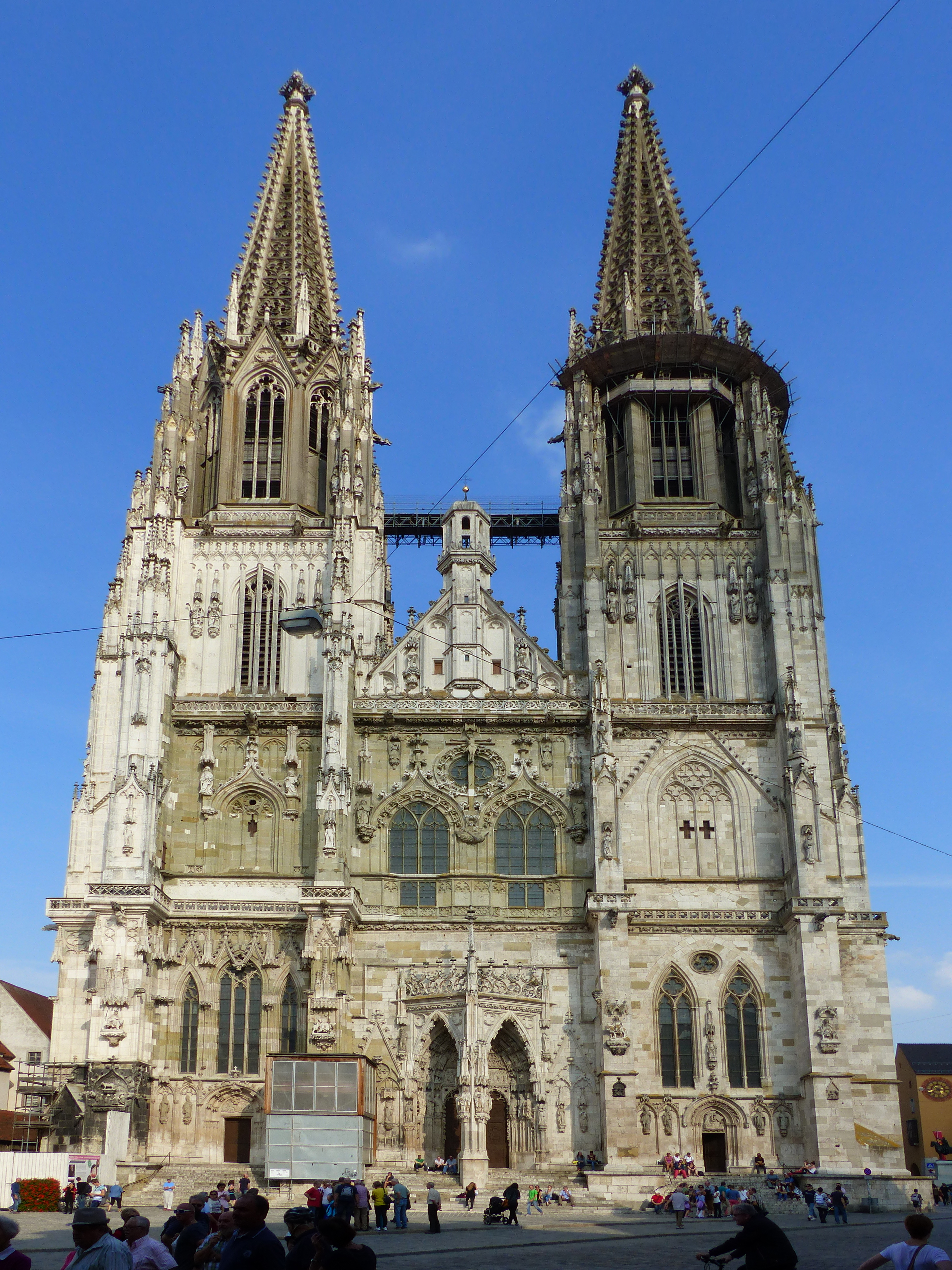
A katedrális nyugati homlokzata

## Egyházszervezet
Az egyházmegye Bajorország legnagyobb egyházmegyéje, területe közel 15 000 km² a tartomány északkeleti részén. Az egyházmegyében 33 espereskerületben 769 plébánia működik.

## Az egyházmegye püspökei

### Regensburg missziós püspökei
- Szent Emmerám (650 körül)
- Szent Rupert (697 körül)
- Szent Erhard (700 körül)
- Boldog Albart (720 körül)
- Ratharius (730 körül)
- Wikpert (730 után)

### Regensburg püspökei
- Boldog Gaubald (739–761)
- Sigerich (762–768)
- Simpert (768–791)
- Adalwin (791–816)
- Baturich (817–847)
- Erchanfried (847–864)
- Ambricho (864–891)
- Aspert (891–893)
- Boldog Tuto (893–930)
- Isangrim (930–942)
- Boldog Gunthar (942)
- Mihály (942–972)
- Szent Wolfgang (972–994)
- I. Gebhard (995–1023)
- II. Gebhard, von Hohenwart (1023–1036)
- III. Gebhard, gróf, von Hohenlohe (1036–1060)
- Ottó, von Riedenburg (1061–1089)
- IV. Gebhard, gróf, von Hohenlohe-Gotzesheim (1089–1105)[1]
- I. Hartwig, gróf, von Spanheim (1105–1126)
- I. Konrád (1126–1132)

### Regensburg hercegpüspökei
- I. Henrik, gróf, von Wolfratshausen (1132–1155)
- II. Hartwig, gróf, von Ortenburg (1155–1164)
- (Sváb) Eberhard (1165–1167)
- II. Konrád, von Raitenbuch (1167–1185)
- III. Konrád, von Laichling (1186–1204)
- IV. Konrád, gróf, von Frontenhausen (1204–1227)
- Siegfried (1227–1246)
- I. Albert, gróf, von Pietengau (1247–1260)
- Szent II. Albert (1260–1262)
- Leó, Thundorfer (1262–1277)
- II. Henrik, von Rotteneck (1277–1296)
- V. Konrád, von Luppurg (1296–1313)
- Miklós, von Ybbs (1313–1340)
- I. Frigyes, von Zollern-Nürnberg
- III. Henrik von Stein (1365–1368)[2]
- IV. Konrád, von Haimberg (1368–1381)
- Theoderich, gróf, von Abensberg (1381–1383)
- I. János, von Moosburg (1384–1409)
- III. Albert, von Stauffenberg (1409–1421)
- II. János, von Streitberg (1421–1428)
- VII. Konrád, von Soest (1428–1437)
- II. Frigyes, von Parsberg (1437–1450)
- III. Frigyes, von Plankenfels (1450–1457)
- I. Rupert, von Pfalz-Mosbach (1457–1465)
- IV. Henrik, von Absberg (1465–1492)
- Regiomontanus (1476)[3]
- II. Rupert, von Pfalz-Simmern (1492–1507)
- III. János, von Pfalz (1507–1538)[4]
- Pankraz, von Sinzenhofen (1538–1548)
- Gergely, von Pappenheim (1548–1563)
- Vitus, von Fraunberg (1563–1567)
- Dávid, Kölderer von Burgstall (1567–1579)
- Fülöp, bíboros von Bayern (1579–1598)[5]
- Zsigmond Frigyes, báró, von Fugger (1598–1600)
- II. Wolfgang, von Hausen (1600–1613)
- IV. Albert, báró, von Toerring-Stein (1613–1649)
- Ferenc Vilmos, bíboros, gróf, von Wartenberg (1649–1661)
- János Gergely, gróf, von Herberstein (1662–1663)
- Ádám Lőrinc, báró, von Törring-Stein (1663–1666)
- Guidobald, bíboros, salzburgi érsek, gróf, von Thun (1666–1668)
- Albert Zsigmond, bajor herceg, freisingi püspök (1668–1685)
- József Kelemen, bajor herceg, kölni érsek és választófejedelem, freisingi püspök (1685–1716)
- Kelemen Ágost, bajor herceg (1716–1719)
- János Tivadar, bíboros, freisingi és Liège-i püspök (1719–1763)
- Kelemen Vencel, szász herceg, freisingi püspök (1763–1769)
- Antal Ignác, gróf, von Fugger-Glött (1769–1787)
- Miksa Prokop, gróf, von Törring-Jettenbach, freisingi püspök (1787–1789)
- József Konrád, báró, von Schroffenberg, freisingi püspök (1790–1803)
- Károly Tivadar, báró, von Dalberg, mainzi, majd regensburgi érsek és választófejedelem, konstanzi és wormsi püspök, a Rajnai Szövetség hercegprímása (1803–1817)

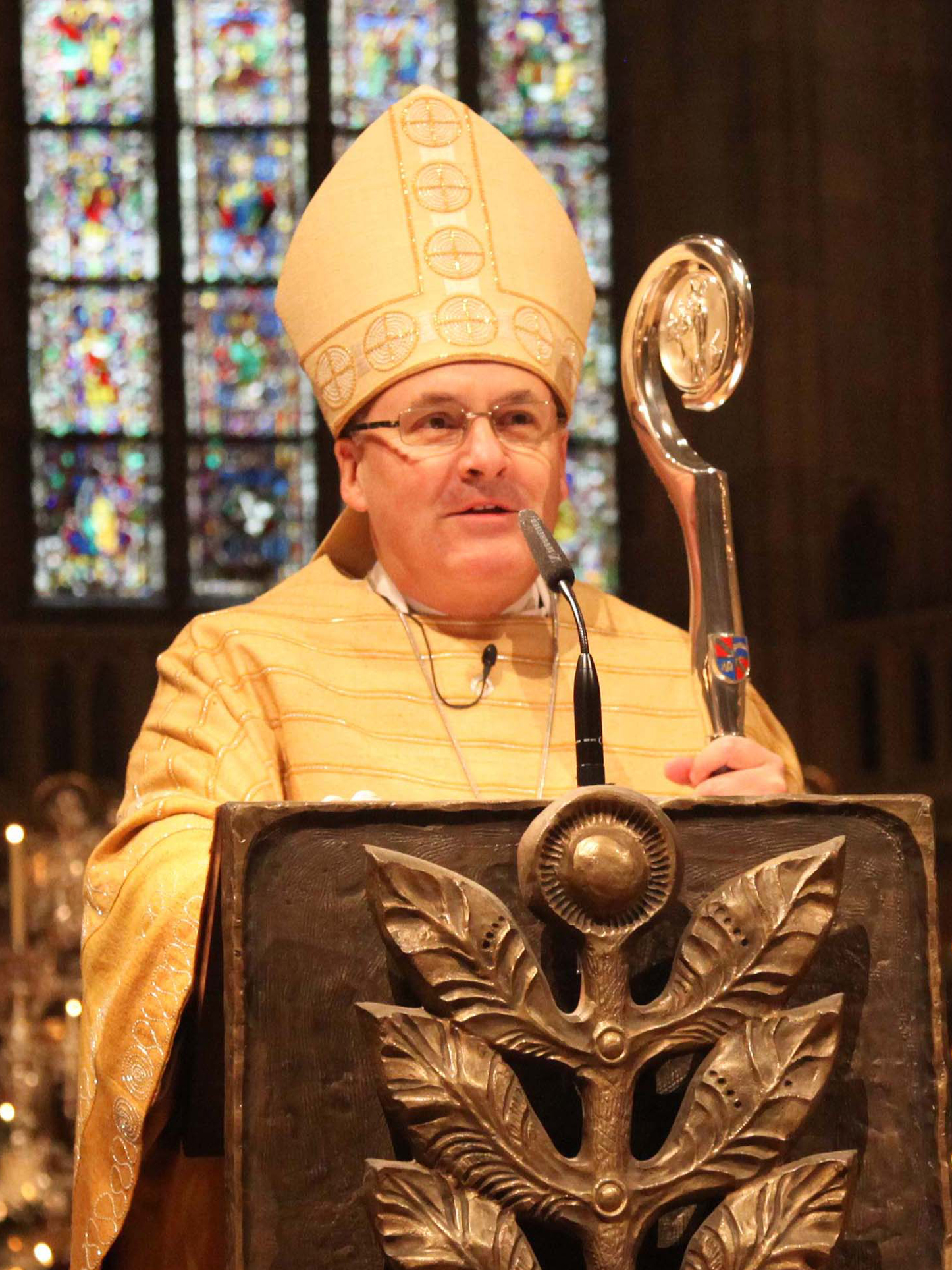
Rudolf Voderholzer

### Regensburg püspökei
- Johann Nepomuk Wolf (1821–1829)
- Johann Michael Sailer (1829–1832)
- Georg Michael Wittmann (1833)[6]
- Franz Xaver Schwäbl (1833–1841)
- Valentin Riedel (1842–1857)
- Ignatius von Senestrey (1858–1906)
- Anton von Henle (1906–1927)
- Michael Buchberger (1927–1961)
- Rudolf Graber (1962–1982)
- Manfred Müller (1982–2002)
- Gerhard Ludwig Müller (2002–2012)
- Rudolf Voderholzer (2013–)

## Szomszédos egyházmegyék
- Augsburgi egyházmegye (délnyugat)
- Eichstätti egyházmegye (nyugat)
- Bambergi főegyházmegye (északnyugat)
- Plzeňi egyházmegye (északkelet)
- Passaui egyházmegye (délkelet)
- München-Freisingi főegyházmegye (dél)